# 榨菜

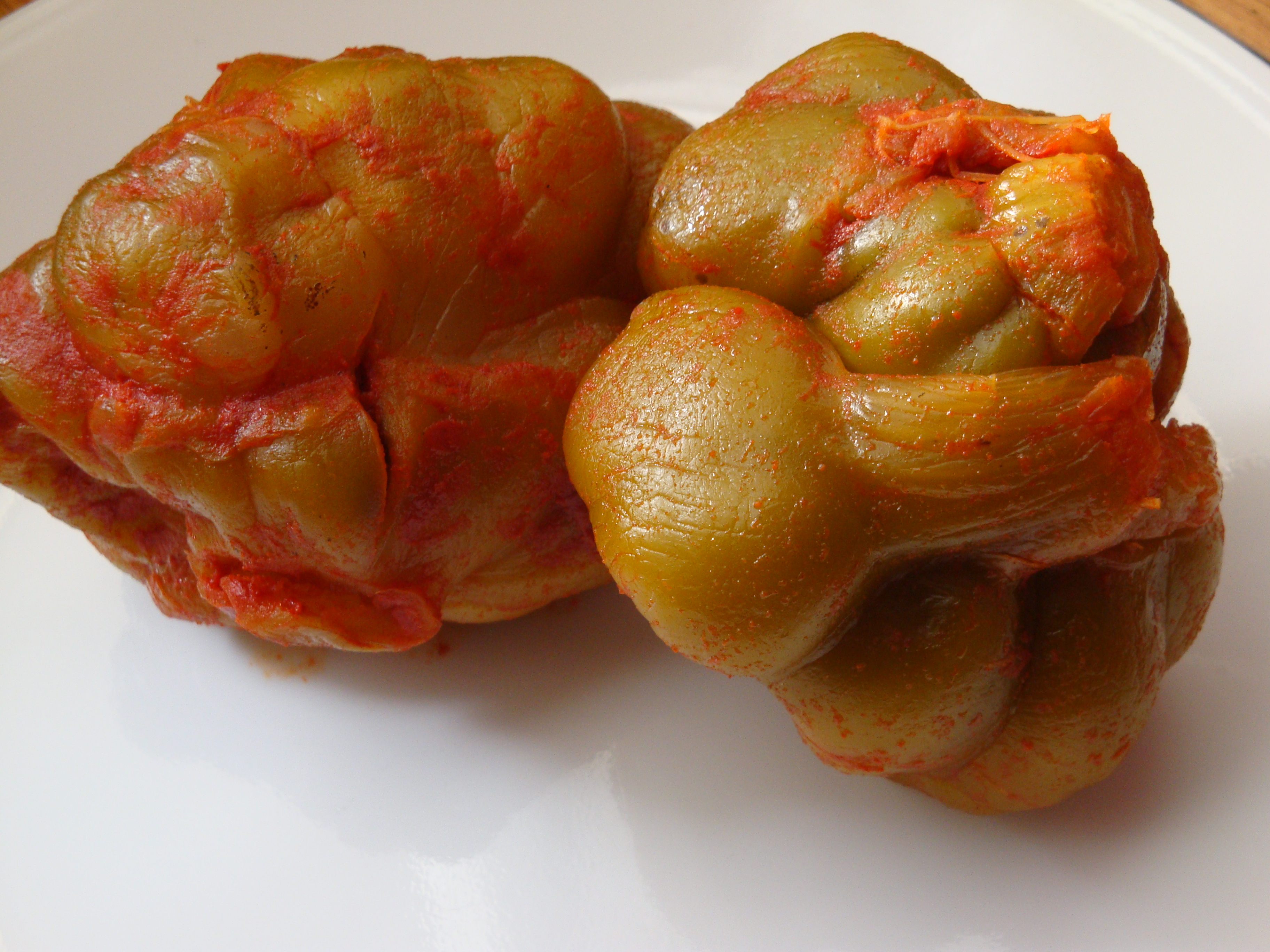
整個辣榨菜

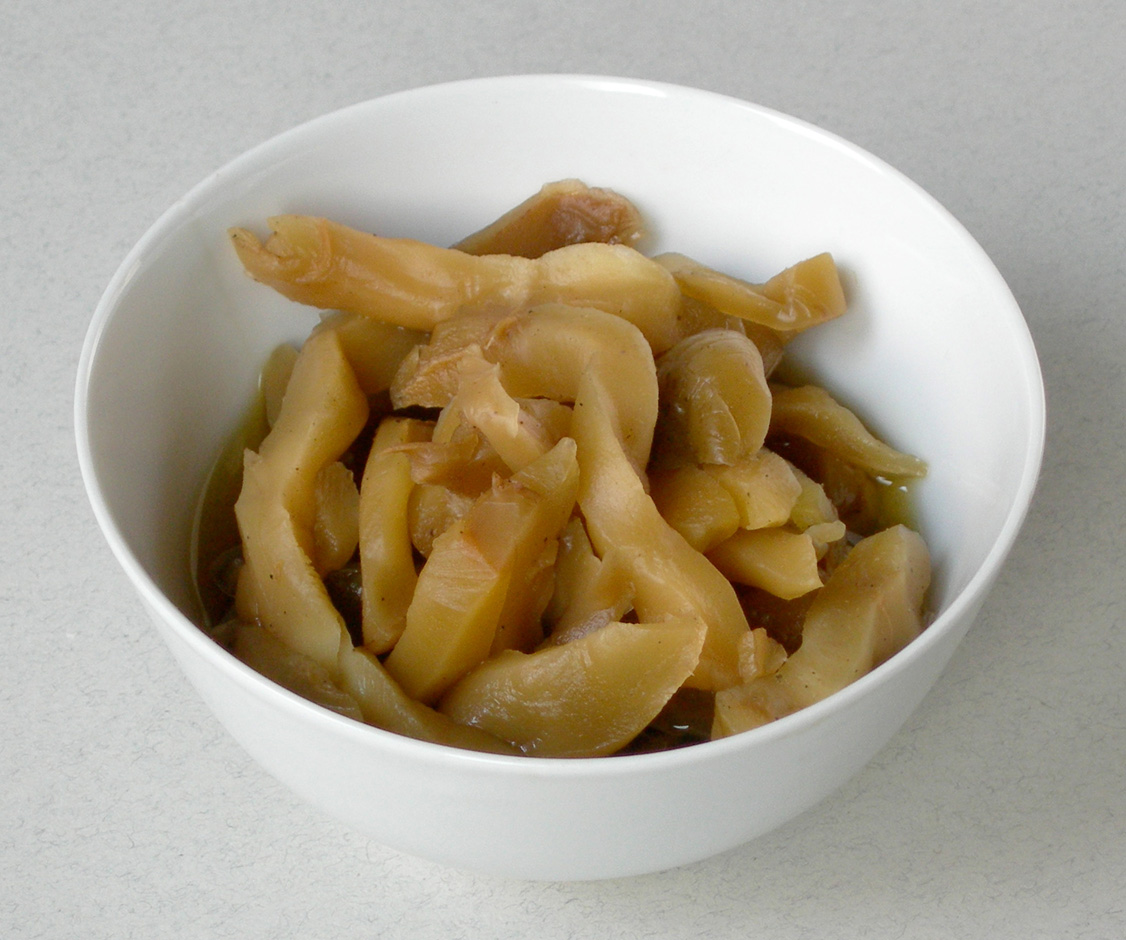
切成條狀的榨菜準備作煮食用

榨菜是一种常见的酱腌菜，最早出现于宋代，发祥地大约是当时的涪州（原四川省涪陵市，现重庆市涪陵区），后流传于浙江嘉兴、萧山，广东四会，湖南湘潭等地，榨菜可以作为炒菜中的配料，也可以直接食用，特别是在早餐中，和粥或麵搭配食用。榨菜的原料是茎瘤芥儿菜，拳头大小，经高压压榨制作而成，排出多余水分以达至爽口弹牙，因而得名榨菜。食用时，一般都将它切成丝。比较著名的榨菜产地是重庆涪陵、浙江海宁等。
榨菜在日本也受到歡迎。
榨菜含蛋白質、胡蘿蔔素、膳食纖維、礦物質、谷氨酸、天門冬氨酸等17種游離胺基酸。

## 食谱参阅
- 榨菜包点[1]
- 榨菜汤类[1]
- 榨菜配菜[2][3][4]
- 榨菜小吃[5][6]

## 著名产地
- 重庆市涪陵区，涪陵榨菜
- 浙江省海宁市斜桥镇，斜桥榨菜

## 參看
- 醬菜
- 鹹菜
- 梅菜
- 泡菜
- 酸菜